# Enigma (mangá)
Enigma, estilizado como ǝnígmǝ (エニグマ, Eniguma), é um mangá escrito e ilustrado por Kenji Sakaki, que foi publicado na resvista Weekly Shōnen Jump. Kenji Sakaki era um assistente de Akira Amano.

## Sinopse
Sumio Haiba é um estudante colegial de Tokyo com uma interessante habilidade... Ele ocasionalmente adormece e acorda com premonições futuras escritas em seu "Diário dos Sonhos". Com esta habilidade, Sumio ajuda as pessoas com seus problemas antes mesmo que eles aconteçam, até que um dia sua pacífica vida muda completamente. Sumio e alguns amigos são presos na escola por uma entidade maligna chamada Enigma, e são obrigados a participar do e-test', onde terão 72 horas (3 dias) para desvendar enigmas e passar por provações para poderem sair da escola com vida.

## Personagens

### Sumio Haiba
Sumio Haiba (灰葉スミオ, Haiba Sumio), aluno da Classe A do 1º Ano. Sua habilidade é o Diário dos Sonhos. Ele refere-se ao diário de sonho como uma maneira de ajudar a mudar o destino. Quando as pessoas estão com problemas, ele diz que suas previsões são um Pedido de Socorro. Depois de ser levado para o e-test, Sumio torna-se o de facto líder do grupo, como ele parece ter mais tempo de treinamento com sua habilidade, e possui uma vontade de ajudar os outros quando eles estão em perigo. Recentemente, foi revelado que sua real habilidade é a Telepatia, e que sua habilidade combinada com a Precognição de Shigeru, permitia-lhe escrever o futuro em seu Diário dos Sonhos.

### Shigeru Kurumiya
Shigeru Kurumiya (来宮しげる, Kurumiya Shigeru), aluna da Classe A do 1º Ano. Amiga de infância de Sumio, sempre estiveram próximos, mesmo sendo próximos, Sumio nunca soube que ela tinha uma habilidade (nem ela mesma sabia) e ele se pergunta o porquê de Shigeru estar participando o e-test. Recentemente, foi revelado que sua habilidade é a Precognição. Quando sua habilidade é combinada com a do Sumio, o Diário dos Sonhos funciona.

### Aru Mizusawa
Aru Mizusawa (水沢アル, Mizusawa Aru), aluno da Classe H do 2º Ano. Quando foi capturado, estava com uma roupa que usava para um curto trabalho como mascote da polícia. Mais tarde é revelado que sua habilidade lhe permite se transformar em seu traje, chamado Pit-Kun. Com sua habilidade, ele também pode alterar seu tamanho, crescendo a proporções enormes e até mesmo voar. Ele descobriu sua habilidade depois que sofreu um trágico acidente, deixando seu corpo praticamente imóvel. Mas depois de ter sido inspirado pelo heroísmo de Pit-Kun, transformado no personagem, se dedica a salvar as pessoas.

### Moto Hasekura
Moto Hasekura (支倉モト, Hasekura Moto), aluno da Classe E do 1º Ano. Sua habilidade é fazer com que as coisas fiquem invisíveis/desapareçam. Ele se refere ao seu poder como uma maldição e tem o forte desejo de se livrar do poder. Enigma promete livrar-lhe da habilidade no final do e-test, no entanto depois de ver a sua habilidade de ser útil ao grupo, passa a vê-la com outros olhos. Seu lema é que ele sempre toma o caminho mais seguro na vida.

### Jirou Matsurigi
Jirou Matsurigi (祀木ジロウ, Matsurigi Jirō), aluno da Classe B do 3º Ano. Sua habilidade é Subtração Cúbica. Com essa habilidade ele pode reduzir as medições de objetos à sua vontade. As únicas condições dessa habilidade são que ele não pode fazer o objeto ficar maior que eu tamanho natural e que não afeta seres humanos. Ele é o primeiro neste e-test a ser capturado por uma sombra. Uma vez que ele foi salvo, ele tinha a opção de engolir uma pílula para parar a transformação de sombra. Em vez de engolir a pílula, ele a guardou para forçar Ryou Kurisu a tomá-la e ser salvo. Explica-se que ele já tinha participado de um e-test passado e como o único sobrevivente queria participar de novo para salvar Ryou Kurisu.

### Hiina Kujouin
Hiina Kujouin (九条院ひいな, Kujōin Hiina), aluna da Classe C do 2º Ano. Sua habilidade é uma Terceira Mão invisível. Com a terceira mão, ela pode mover pequenos objetos e, muitas vezes usa a capacidade de verificar cada sala por razões de segurança. Apesar de ser invisível, a mão sempre deixa marcas de mãos pequenas entre a superfície do que toca. Ela era originalmente solitária e preferia manter a habilidade em segredo, enquanto a usava para impedir que outros estudantes fizessem brincadeiras cruéis com ela. Ela parece ter desenvolvido sentimentos por Sumio.

### Takemaru Sudou
Takemaru Sudou (崇藤タケマル, Sudō Takemaru), aluno da Classe G do 3º Ano. Sua habilidade lhe permite "rebobinar" coisas, fazendo-as voltar ao passado. Ele é muito forte, e também, muito cabeça-dura.

### Ryou Kurisu
Ryou Kurisu (栗須リョウ, Kurisu Ryō), ex-aluno do 2º Ano 2 anos atrás. Sua habilidade se chama Horizontal, permite que o usuário entre em um mundo plano, como uma imagem, e interagir com o conteúdo da imagem. Ryou é o único no mundo plano que pode interagir com a imagem. Ele engana o grupo fazendo-os crer que ele é Aru Mizusawa. Mais tarde é revelado que ele foi um dos estudantes que falharam no e-test passado, se tornando uma sombra e tendo sua personalidade alterada. Jirou escapou, mas não conseguiu salvar Ryou, que ficou preso por dois dois anos. Nesse estado, visando vingança, ele tenta atrapalhar o grupo a solucionar os enigmas pretendendo fugir do e-test sozinho. Até que Jirou dá-lhe a pílula que desfaz a transformação em sombra e ele volta ao seu estado normal de novo.

### Enigma
Enigma (エニグマ, Eniguma), o Antagonista e controlador do e-test. Não se sabe quem ele é, por que ele está fazendo isso, e como ele estava ciente de que todos eles tinham habilidades especiais. Ele é representado pelo símbolo de um crânio humano, com o queixo na direção oposta (de uma forma que lembra uma letra e), depois é revelado por Jirou que Enigma é realmente um humano, com uma marca visível em seu mão direita. Enigma parece estar realizando os testes com algum interesse, procurando algo nessas pessoas com habilidades. Mais tarde é revelado que a marca de Enigma está presente em ambos os lados da sua mão.

## Mídia

### Mangá
Enigma foi publicado na revista Weekly Shōnen Jump da editora Shueisha desde seu lançamento na edição Nº 41 de 2010 da mesma (em 13 de setembro de 2010) até a edição Nº 48 de 2011 (em 31 de outubro de 2011), onde teve seu fim no capítulo 55. Teve 7 tankōbon lançados entre dezembro de 2010 e fevereiro de 2012.